# Джейн Філпотт
Джейн Філпотт ({англ. Jane Philpott, нар. 23 листопада 1960, Торонто) — канадська лікар, академічний адміністратор і політик, яка представляла округ Маркем-Стоффвіл у Палаті громад. Вона була вперше обрана на федеральних виборах у 2015 році як член Ліберальної партії Канади, та була включена до 29-го уряду Канади на чолі з Джастіном Трюдо 4 листопада 2015 року. 4 березня 2019 року вона пішла у відставку з посади голови Державної скарбниці через справу SNC-Lavalin. 2 квітня 2019 року її та Джоді Вілсон-Рейболд після скандалу було виключено з Ліберальної партії.
Філпотт балотувалася на переобрання як незалежний кандидат на федеральних виборах 2019 року, але зазнала поразки від ліберального кандидата Гелени Ячек, та посіла третє місце з 20,8 % голосів виборців.
До того, як прийти в політику, Філпотт була сімейним лікарем, відомою завдяки просуванню медичної освіти в Африці, збору коштів на боротьбу з ВІЛ/СНІДом, захисту прав біженців, і її роботі над соціальними детермінантами здоров'я.
У лютому 2020 року Джейн Філпотт призначили деканом факультету наук про здоров'я Університету Квінз та директором Школи медицини Університету Квінз, а також генеральним директором Академічної медичної організації Південно-Східного Онтаріо (з 1 липня 2020 року). Вона пішла у відставку з цієї посади в грудні 2024 року, щоб зайняти нову посаду в уряді Онтаріо.

## Ранні роки життя та освіта
Джейн Полін Філпотт народилася як Джейн Полін Літтл у Торонто, і провела дитинство у Вінніпезі та Принстоні в Нью-Джерсі у США; і в Кембриджі в Онтаріо. Її батько, преподобний Воллес Літтл, був пресвітеріанським священиком. Її мати, Одрі, була вчителькою початкової школи. Джейн є старшою з 4 дочок.
Філпотт відвідувала середню школу в колегіальному інституті Галта. Вона отримала ступінь бакалавра наук і медичну підготовку в Університеті Західного Онтаріо, де їй було надано ступінь доктора медицини, який закінчила з відзнакою в 1984 році. Пізніше вона здобула ступінь магістра громадської охорони здоров'я, зосередившись на глобальній охороні здоров'я, у 2012 році в Школі громадської охорони здоров'я Далла Лана при Торонтському університеті. Вона також закінчила стипендію з тропічної медицини в центральній лікарні Торонто в 1986—1987 роках. З 1984 по 1986 рік вона закінчила резидентуру з сімейної медицини в Оттавському університеті та Оттавській міській лікарні.

## Медична кар'єра
З 1998 по 2015 рік Філпотт працювала сімейним лікарем у лікарні Маркхем-Стоффвілл у Маркхемі. З 2008 по 2014 рік вона працювала завідувачем відділення сімейної медицини в лікарні Маркхем-Стоффвілл та одночасно була доцентом на кафедрі сімейної та громадської медицини Торонтського університету. Вона була провідним лікарем групи охорони здоров'я «Здоров'я для всієї родини» в Маркхемі у провінції Онтаріо.
Філпотт працювала в Нігері в Західній Африці з 1989 по 1998 рік у релігійній неурядовій організації, де займалася загальною медициною та розробила програму навчання для сільських медичних працівників. Вона повернулася до Нігеру в 2005 році з «Лікарями без кордонів» під час продовольчої кризи.
З 2008 по 2014 рік Філпотт була керівником відділу сімейної медицини в Торонто від Аддіс-Абебської академічній співпраці. На цій посаді вона допомогла колегам з Аддіс-Абебського університету розробити першу навчальну програму з сімейної медицини в Ефіопії, яка розпочалася в 2013 році. Перші 7 студентів цієї програми закінчили навчання на початку 2016 року.
Філпотт виступає за те, щоб Канада приділяла більше уваги правам біженців, зокрема щодо охорони здоров'я. У статті в «Toronto Star» у 2014 році вона стверджувала, що "уряд консерваторів скорочує медичне обслуговування біженців, що є «жорстоким і неприпустимим».
Філпотт є співкуратором «TEDxStouffville», заснованого в 2012 році разом з доктором Ейлін Нікол. Комітет "TEDxStouffvill"e, який є результатом співпраці команди здоров'я сім'ї «Здоров'я для всіх», лікарні Маркхем-Стоффвіл, Торонтського університету та жителів міста Вайтчерч-Стофвілл, розробляє програми з живими доповідачами про соціальні детермінанти здоров'я.

### Адвокація ВІЛ/СНІДу
Філпотт стала співзасновником освітньої кампанії «Монета для кожної країни», спрямованої на середні класи шкіл для збору коштів для Фонду Стівена Льюїса для боротьби з поширенням ВІЛ/СНІДу. Вона пройшла у школах шкільної ради округу Йорк.
У 2004 році вона заснувала рух «Дай день світовій боротьбі зі СНІДом», щоб залучити канадців до боротьби з ВІЛ. Він зріс у медичному, юридичному та бізнес-спільнотах і станом на 2014 рік зібрав понад 75 мільйонів доларів США для допомоги тим, хто постраждав від ВІЛ в Африці.

### Спеціальна консультативна робота
У квітні 2019 року Філпотт була призначена спеціальним радником з охорони здоров'я організації «Nishnawbe Aski Nation», яка представляє 49 корінних громад Договору 5 і Договору 9 у північному Онтаріо. У червні 2020 року її призначили спеціальним радником міністрів для платформи «Ontario Health Data».

### Університет Квінз
На початку 2020 року Філпотт було призначено деканом факультету наук про здоров'я та директором Школи медицини Університету Квінз. Вона також є генеральним директором Академічної медичної організації Південно-Східного Онтаріо. Її п'ятирічний термін на цих посадах розпочався в липні 2020 року.
Філпот виступає за національну декриміналізацію простого зберігання заборонених наркотиків, щоб допомогти впоратися зі зростаючою кількістю смертей від передозування ними.
У вересні 2020 року Філпотт відкрила відділ справедливості, різноманітності та інклюзії на факультеті наук про здоров'я. Вона очолила створення Таблиці дій декана щодо справедливості, різноманітності та інклюзії, яка складається з виконавчої влади та 7 робочих груп, і запустила Фонд справедливості, різноманітності та інклюзії.
На початку грудня 2020 року Філпотт і двоє її колег з медичного закладу в Кінгстоні виступили за тип схеми «страхування від вини» для виробників вакцини проти COVID-19, щоб відшкодувати їм збитки та перекласти тягар на федеральний уряд.
Філпотт ініціювала створення Ініціативи декана щодо літніх програм для корінних народів, і знову зосередилася на зміцненні відносин Університету Квінз з Управлінням охорони здоров'я регіону Вінібако. Філпотт також ініціював зміни в політиці прийому QuARMS (прискореного прийому до медичних шкіл), призначивши всі 10 місць для корінних народів і чорношкірих канадців.
Філпотт очолила процес планування відкриття нового глобального інституту охорони здоров'я на факультеті наук про здоров'я.

## Федеральна політика
У квітні 2014 року Філпотт була оголошена кандидатом від федеральних лібералів у новому окрузі Маркхем-Стоффвіл. Під час канадської федеральної виборчої кампанії 2015 року партія часто запрошувала її виступати у програмі CBC «Power & Politics». Вона критикувала бездіяльність консервативного уряду та повернення до федеральної скарбниці понад 350 мільйонів доларів невитрачених коштів протягом 3 років, суми, яка включала мільйони для розгляду заяв про надання біженців та допомоги шукачам притулку влаштуватися в Канаді. Після смерті Алана Курді вона приєдналася до Марка Гарно у закликах збільшити кількість біженців у Канаді до кінця 2015 року.
Філпотт перемогла чинного депутата (з перерозподіленого оккругу Оук-Ріджс— Маркхем) Пола Каландру. Коли Кемпбелл Кларк із «The Globe and Mail» запитав її, чому вона перейшла із медицини в політику, вона процитувала відомого німецького лікаря Рудольфа Вірхова, який мав менш успішну політичну кар'єру, щоб пояснити, чому вона вважає економіку та навколишнє середовище ключовими для здоров'я людини, та вирішила балотуватися: «Політика — це не що інше, як медицина загалом».

### Міністр охорони здоров'я
4 листопада 2015 року Філпотт була призначена міністром охорони здоров'я в 29-му уряд Канади, очолюваного Джастіном Трюдо. Вона стала першим лікарем, який обійняв цю посаду. 4 листопада 2015 року Філпотт також був призначена до наступних комітетів кабінету міністрів.
- Рада скарбниці (член)
- Комітет Кабінету міністрів з інклюзивного зростання, можливостей та інновацій (голова). Цей комітет розглядає стратегії, спрямовані на сприяння інклюзивному економічному зростанню, можливостям, зайнятості та соціальному забезпеченню, включаючи галузеві стратегії та ініціативи.
- Комітет Кабінету міністрів з питань розвідки та управління в надзвичайних ситуаціях (член). Цей комітет збирається «за потреби для розгляду звітів розвідки та пріоритетів, а також для координації та управління реагуванням на надзвичайні ситуації та інциденти національної безпеки». Він регулярно перевіряє стан готовності Канади до надзвичайних ситуацій.[43][44]

9 листопада 2015 року її призначили головою підкомітету кабінету міністрів для координації зусиль уряду з переселення 25 тисяч сирійських біженців до Канади за підтримки уряду до кінця 2015 року.
1 травня 2016 року, після 6 місяців роботи нового уряду, голова парламентського відділу газети «Toronto Sun» Девід Акін опублікував рейтинг роботи ліберального кабінету на той день, у якому Філпотт отримала A+. «Філпотт, яка була справжнім лікарем до політики, швидко впоралася з високопоставленою справою та бездоганно виконує свою доручення від прем'єр-міністра. Вона впевнено розмовляє з канадцями про питання політики в галузі охорони здоров'я. І вона вела суперечливі справи, такі як легалізація марихуани та вирішення проблем із психічним здоров'ям у корінних націй із бездоганним тоном. Легко виділяється в кабінеті Трюдо». Консервативний політичний аналітик із Ванкувера Еліза Міллз також прокоментувала: «Любовна, спокійна та знає свої справи».
Питання, які розглядала Філпотт у перші 6 місяців на посаді міністра охорони здоров'я, включали: сирійські біженці; законопроєкт C-14 про допомогу лікаря при смерті; скасування скорочень планів охорони здоров'я біженців, зроблених попереднім урядом; добровільні смертельні ін'єкції; перегляд Угоди про охорону здоров'я Канади з провінціями; заснування Панканадського фармацевтичного альянсу; питання охорони здоров'я корінного населення, зокрема психічного здоров'я, включаючи високий рівень самогубств, покращення інфраструктури для чистої води в заповідниках, реформування соціального захисту дітей для зменшення надмірного страху дітей корінного населення та насильства в Ла-Лоші в Саскачевані, та корінній нації аттавапіскат; спалах вірусу Зіка; та легалізацію марихуани, про плани уряду на це вона оголосила в ООН 20 квітня 2016 року.
11 травня 2016 року Філпотт була призначена до «Спеціального комітету з лісових пожеж у Північній Альберті», нового спеціального комітету уряду для координації федеральних зусиль, спрямованих на допомогу тисячам канадців, які постраждали від лісових пожеж, які вирували в Північній Альберті в травні 2016 року.
Протягом тижня з 22 по 28 травня 2016 року вона головувала на щорічній зустрічі міністрів охорони здоров'я Співдружності в Женеві, а також очолила канадську делегацію на 69-й Всесвітній асамблеї охорони здоров'я.

### Міністр у справах корінного населення
28 серпня 2017 року Філпотт став першим міністром у справах корінного населення в уряді; в міністерстві охорони здоров'я її змінила Жинетт Петітпас Тейлор.

### Голова Державної скарбниці
14 січня 2019 року прем'єр-міністр Джастін Трюдо перевів Філпотт з посади міністра у справах корінного населення на посаду голови Державної скарбниці. 4 березня 2019 року Філпотт пішла у відставку з посади голови Державної скарбниці, посилаючись на свою нездатність примиритися з тим, як уряд розглядає справу SNC-Lavalin.

### Незалежний депутат
2 квітня 2019 року Філпотт виключли з парламентської фракції Ліберальної партії. Хоча Філпотт уже була номінована як ліберал на наступних федеральних виборах, згодом вона оголосила, що балотуватиметься як незалежний кандидат в окрузі Маркхем-Стоффвілл на федеральних виборах у Канаді 2019 року.
14 серпня 2019 року Маріо Діон, уповноважений парламенту Канади з питань етики, опублікував звіт, у якому говориться, що Трюдо порушив розділ 9 Закону про конфлікт інтересів, чинячи неналежний тиск на генерального прокурора Джоді Вілсон-Рейболд, щоб вона припинила кримінальну справу проти SNC-Lavalin. У звіті детально описано лобістські зусилля «SNC-Lavalin», спрямовані на вплив на судове переслідування, щонайменше з лютого 2016 року, включно з лобістськими зусиллями проти введення в дію законодавства про відкладене кримінальне переслідування. У звіті аналізуються інтереси «SNC-Lavalin», і виявляється, що зусилля лобіювання сприяли приватним інтересам компанії, а не державним інтересам. В аналітичному розділі звіту обговорюються питання незалежності прокуратури та доктрини Шоукросса (подвійна роль генерального прокурора), щоб зробити висновок про те, що вплив був неправомірним і порушення Закону про конфлікт інтересів, тим самим підтверджуючи рішення Філпотт піти у відставку з уряду через цю справу. Філпотт сказала «Canadian Press», що народ Канади все ще «заслуговує на вибачення» від прем'єр-міністра Джастіна Трюдо у справі "SNC-Lavali"n, і опублікувала заяву, в якій говориться, що вона зайняла принципову позицію, оскільки вважає, що її виборці хочуть, щоб вона дотримувалася найвищих етичних стандартів, і що вона вітає «підтвердження» у звіті комісара з етики. Вона також з жалем зазначила, що Діону не було надано «безперешкодного доступу до всієї інформації, яка може мати відношення до виконання» його повноважень, далі зазначивши, що це важливо для забезпечення прозорості та підзвітності осіб, які займають державні посади, оскільки це стосується конфлікту інтересів.
3 вересня 2019 року Філпотт був єдиним незалежним кандидатом серед 25 кандидатів, схвалених на виборах 2019 року екологічною організацією «GreenPAC», заснованою в 2014 році з метою сприяння виявленню, обранню та підтримці екологічного лідерства в канадській політиці. Вона балотувалася на переобрання на федеральних виборах 2019 року як незалежний кандидат, але програла.

## Післяпарламентська діяльність
У лютому 2020 року Філпотт був призначена деканом факультету наук про здоров'я Університету Квінз та директором медичної школи університету, а також генеральним директором Академічної медичної організації Південно-Східного Онтаріо (чинна з 1 липня 2020 року).
У травні 2020 року, під час епідемії COVID-19 у Канаді, Філпотт закликав провести національне розслідування діяльності закладів довгострокового догляду після звіту Збройних сил Канади про погані умови в 5 будинках в Онтаріо, що вимагало розгортання військового медичного персоналу.
Навесні 2024 року Філпотт випустила книгу під назвою «Здоров'я для всіх: рецепт лікаря для здоровішої Канади».
У жовтні 2024 року голова уряду провінції Онтаріо Даг Форд призначив Філпотт на посаду голови робочої групи з приписки жителів Онтаріо до лікарів первинної медичної допомоги протягом 5 років.

## Особисте життя
У 1986 році вона вийшла заміж за Пола Еріка «Пеп» Філпотта, сина бухгалтера Філліс Кроулі та пресвітеріанського священика преподобного Джеймса Філпотта. Вони приєдналися до Внутрішньої місії в Судані, та переїхали до Нігеру в 1989 році, де Філпотт працювала лікарем.
У березні 1991 року обидві їхні маленькі дочки захворіли на менінгококцемію; Емілі померла, а Бетані видужала. Після цього сім'я повернулася до Канади, оселившись у Стоффвіллі в Онтаріо у 1998 році. Після повернення до Канади Філпотт 17 років працювала сімейним лікарем. З 2008 по 2014 рік вона працювала завідуючою відділом сімейної медицини в лікарні Маркем-Стоффвіла.
Філпотт є пісенним керівником общини менонітської церкви, а Пеп Філпотт працює журналістом «CBC Radio». Їх жив діти — Бетані, Джейкоб, Девід і Лідія. У 2017 році Бетані закінчила Університет Макмастера з медичним ступенем. Станом на 2024 рік Джейн Філпотт і її чоловік мають двох онуків.